# دانييل رودريغيز بيريز
دانييل رودريغيز بيريز (بالإسبانية: Daniel Rodríguez Pérez)‏ (27 مارس 1977 سان سيباستيان إسبانيا - ) هو لاعب كرة قدم إسباني، يلعب كلاعب وسط، لعب 403 مباراة وسجل 44 هدف.

## مسيرته

### مسيرته مع الأندية
- 1997 - 1998 لعب مع Andorra CF [الإنجليزية]‏ 30 مباراة سجل خلالها هدف.
- 1998 - 1999 لعب مع SD Beasain [الإنجليزية]‏ 37 مباراة سجل خلالها 6 أهداف.
- 1999 - 2001 لعب مع كولتورال ليونيسا 95 مباراة سجل خلالها 16 هدف.
- 2002 - 2003 لعب مع راسينغ سانتاندير 47 مباراة سجل خلالها 4 أهداف.
- 2004 - 2006 لعب مع نادي قرطبة 92 مباراة سجل خلالها 12 هدف.
- 2006 - 2008 لعب مع نادي كاستييون 44 مباراة.
- 2008 - 2009 لعب مع نادي سبتة 27 مباراة سجل خلالها 4 أهداف.
- 2009 - 2010 لعب مع نادي سمورة 31 مباراة سجل خلالها هدف.

## روابط خارجية
- دانييل رودريغيز بيريز على موقع قاعدة بيانات كرة القدم.إي يو (الإنجليزية)
- دانييل رودريغيز بيريز على موقع Soccerway.com (الإنجليزية)